# Yancarlos Martínez
Yancarlos Martínez Martínez (* 8. Juli 1992 in San Cristóbal) ist ein dominikanischer Leichtathlet, der in den Sprintdisziplinen an den Start geht. Er ist Inhaber mehrerer Nationalrekorde über verschiedene Distanzen.

## Leben
Yancarlos Martínez wurde als jüngster Sohn von insgesamt vier Kindern in San Cristóbal, unweit der dominikanischen Hauptstadt Santo Domingo, geboren. Die erste Sportart, in der er sich versuchte, stellte Baseball, der Nationalsport des Inselstaates, dar. Sein Traum auf dem Weg in die Major League Baseball wurde jäh gestoppt, als ihn im Alter von 21 Jahren eine Verletzung am Handgelenk ereilte, die seine Schlagfertigkeit grundlegend einschränkte. Danach wechselte er zur Leichtathletik und begann die Woche über in der Hauptstadt zu trainieren, während er die Wochenenden weiterhin mit Baseballspielen verbrachte. Zunächst hatte er Probleme bei einem geeigneten Trainer unterzukommen, da viele ein Problem in seiner vergleichsweise geringen Körpergröße von 1,67 m sahen. 2014 fand er im Kubaner Yaseen Perez einen Trainer, der sich von Martínez’ Schnelligkeit beeindruckt zeigte.

## Sportliche Laufbahn
2014 nahm Martínez in seinem ersten Wettkampf bei den Zentralamerika- und Karibikspielen in Mexiko direkt an internationalen Meisterschaften teil. Zunächst trat er im 100-Meter-Sprint an, wobei ihm der Einzug in das Finale gelang. Darin belegte er in 10,29 s den vierten Platz. Zum Ende der Spiele trat er noch mit der Sprintstaffel über 4-mal 100 Meter an. Das Quartett gewann dabei mit Nationalrekord von 39,01 s die Silbermedaille. 2015 stellte er bei seinem ersten Wettkampf in dem Jahr mit 10,16 s direkt eine neue Bestzeit auf. Im Juli startete er dann in drei Disziplinen bei den Panamerikanischen Spielen in Toronto. Im Vorlauf der 100 Meter verbesserte er sich erneut und egalisierte gleichzeitig mit 10,14 s den Nationalrekord, der zuvor seit 22 Jahren unerreicht blieb. Das Finale erreichte er als Sechster seines Halbfinallaufs in 10,17 s dennoch nicht. Nur wenige Tage später verbesserte er im Halbfinale mit 20,22 s auch den Nationalrekord über 200 Meter. Im Finale kam er nicht an erneut an diese Zeit heran und belegte den sechsten Platz. Mit der Staffel kam er einen Tag später auf dem fünften Platz im Finale ins Ziel. Einen Monat nach den Panamerikanischen Spielen, nahm Martínez in Costa Rica an den Nordamerikameisterschaften teil. Über 200 Meter gewann er dabei mit 20,28 s die Silbermedaille, mit der Staffel wurde er Vierter. Noch im selben Monat trat er bei den Weltmeisterschaften in Peking an, für die er sich in beiden Sprintdisziplinen qualifiziert hatte. Während er über 100 Meter nach dem Vorlauf ausschied, zog er über 200 Meter in das Halbfinale ein. Darin lief er 20,31 s, mit denen er als Vierte seines Laufs knapp den Einzug in das Finale verpasste. Im Oktober gewann er mit der Staffel die Silbermedaille bei den Militärweltspielen in Südkorea.
2016 nahm Martínez auch erstmals an Wettkämpfen in der Halle teil. Im März trat er über 60 Meter bei den Hallenweltmeisterschaften in Portland an. Er startete im vierten Vorlauf, in dem er als Letzter das Ziel erreichte. Nachdem er sich im Mai in Rio de Janeiro über 200 Meter auf 20,19 s verbesserte, konnte er im August bei den Olympischen Sommerspielen an gleicher Stelle an den Start gehen. Im Vorlauf kam er dann allerdings nicht über eine Zeit von 20,97 s hinaus und schied als Siebter seines Laufs aus. Zusammen mit der Staffel wurde er zwei Tage später nach dem Vorlauf disqualifiziert. Zuvor hatte die Staffel, ebenfalls im Mai in Rio, mit 38,52 s einen neuen Nationalrekord aufgestellt. Nachdem er 2017 nicht in die Nähe seiner Bestzeiten gekommen war, nahm Martínez 2018 in Kolumbien zum zweiten Mal an den Zentralamerika- und Karibikspielen teil. Über 200 Meter belegte er in 20,63 den siebten Platz, während er mit der Staffel die Silbermedaille gewinnen konnte. Im Mi 2019 trat Martínez mit der Staffel bei den IAAF World Relays in Yokohama an. Die vier Läufer belegten im letzten von insgesamt drei Vorläufen mit 39,12 s den fünften Platz und schieden damit als insgesamt 18. aus. Im August trat er bei den Panamerikanischen Spielen in Lima an. Mit der Staffel belegte er den sechsten Platz, konnte über 200 Meter allerdings die Bronzemedaille gewinnen. Über diese Distanz ging er anschließend auch bei den Weltmeisterschaften in Doha an den Start. Nach dem Einzug in das Halbfinale, scheiterte er mit 20,28 s als Vierter seines Laufs, ähnlich wie bereits vier Jahre zuvor, knapp am Einzug in das Finale. Im Oktober gewann er anschließend über 200 Meter und mit der Staffel zwei Bronzemedaillen bei den Militärweltspielen in Wuhan.
2021 lief Martínez im Laufe der Saison mit 20,21 s nah an seine Bestzeit über 200 Meter heran. Damit qualifizierte er sich für seine zweite Teilnahme an den Olympischen Sommerspielen. In Tokio trat er Anfang August im Vorlauf an und zog mit neuer Bestzeit von 20,17 s in das Halbfinale ein. Darin brachte er es auf 20,24 s und belegte damit den insgesamt zwölften Platz. 2022 trat er in den USA zu seinen dritten Weltmeisterschaften an und erreichte, wie bei der letzten WM, das Halbfinale, in dem er erneut den Einzug in das Finale knapp verpasste.

## Wichtige Wettbewerbe
| Jahr                                | Veranstaltung                       | Ort                                 | Platz                               | Disziplin                           | Zeit                                |
| Startet für Dominikanische Republik | Startet für Dominikanische Republik | Startet für Dominikanische Republik | Startet für Dominikanische Republik | Startet für Dominikanische Republik | Startet für Dominikanische Republik |
| ----------------------------------- | ----------------------------------- | ----------------------------------- | ----------------------------------- | ----------------------------------- | ----------------------------------- |
| 2012                                | Zentralamerika- und Karibikspiele   | Veracruz                            | 4.                                  | 100 m                               | 10,29 s                             |
| 2012                                | Zentralamerika- und Karibikspiele   | Veracruz                            | 2.                                  | 4 × 100 m                           | 39,01 s                             |
| 2015                                | Panamerikanische Spiele             | Toronto                             | 7.                                  | 200 m                               | 20,47 s                             |
| 2015                                | Panamerikanische Spiele             | Toronto                             | 5.                                  | 4 × 100 m                           | 38,86 s                             |
| 2015                                | Nordamerikameisterschaften          | San José                            | 2.                                  | 200 m                               | 20,28 s                             |
| 2015                                | Nordamerikameisterschaften          | San José                            | 4.                                  | 4 × 100 m                           | 38,78 s                             |
| 2015                                | Weltmeisterschaften                 | Peking                              | 28.                                 | 100 m                               | 10,19 s                             |
| 2015                                | Weltmeisterschaften                 | Peking                              | 14.                                 | 200 m                               | 20,31 s                             |
| 2015                                | Militärweltspiele                   | Mungyeong                           | 5.                                  | 200 m                               | 20,88 s                             |
| 2015                                | Militärweltspiele                   | Mungyeong                           | 2.                                  | 4 × 100 m                           | 39,41 s                             |
| 2016                                | Hallenweltmeisterschaften           | Portland                            | 40.                                 | 60 m                                | 6,83 s                              |
| 2016                                | Olympische Sommerspiele             | Rio de Janeiro                      | 66.                                 | 200 m                               | 20,97 s                             |
| 2016                                | Olympische Sommerspiele             | Rio de Janeiro                      |                                     | 4 × 100 m                           | DSQ                                 |
| 2018                                | Zentralamerika- und Karibikspiele   | Barranquilla                        | 7.                                  | 200 m                               | 20,63 s                             |
| 2018                                | Zentralamerika- und Karibikspiele   | Barranquilla                        | 2.                                  | 4 × 100 m                           | 38,71 s                             |
| 2019                                | IAAF World Relays                   | Yokohama                            | 18.                                 | 4 × 100 m                           | 39,12 s                             |
| 2019                                | Panamerikanische Spiele             | Lima                                | 3.                                  | 200 m                               | 20,44 s                             |
| 2019                                | Weltmeisterschaften                 | Doha                                | 9.                                  | 200 m                               | 20,28 s                             |
| 2019                                | Militärweltspiele                   | Wuhan                               | 3.                                  | 200 m                               | 20,62 s                             |
| 2019                                | Militärweltspiele                   | Wuhan                               | 3.                                  | 4 × 100 m                           | 39,54 s                             |
| 2021                                | Olympische Sommerspiele             | Tokio                               | 12.                                 | 200 m                               | 20,24 s                             |
| 2022                                | Weltmeisterschaften                 | Eugene                              | 10.                                 | 200 m                               | 20,21 s                             |

## Persönliche Bestleistungen
Freiluft
- 100 m: 10,14 s, 21. Juli 2015, Toronto, (dominikanischer Rekord)
- 200 m: 20,17 s, 3. August 2021, Tokio, (dominikanischer Rekord)

Halle
- 60 m: 6,78 s, 5. Februar 2016, New York City